# Jean Cosmat
Jean Marcel Cosmat est un rameur français né le 3 juillet 1910 à Nantes (Loire-Atlantique) et mort le 29 mars 2010 à Nantes.

## Biographie
En juillet 1935, il est Champion de France en quatre sans barreur, avec Chauvigné et les frères Vandernotte, à Suresnes pour le CA Nantes. Au mois d'août, à Berlin, il devient vice-champion d'Europe en quatre sans barreur, toujours avec les mêmes partenaires nantais, retrouvant ainsi le rang continental qu'ils avaient occupé en 1934 à Lucerne.
Jean Cosmat participe à l'épreuve de quatre avec barreur aux Jeux olympiques d'été de 1936 à Berlin avec comme partenaires Marcel Chauvigné, Fernand Vandernotte, Marcel Vandernotte et Noël Vandernotte. Les cinq Français remportent la médaille de bronze. Il fut également champion de France à huit reprises de 1932 à 1936 sous les couleurs du CA Nantes et champion d'Europe en 1934 et 1935.
En compagnie de ses camarades, aujourd'hui décédés avec lesquels s'étaient tissés des liens d'amitié et de respect, Jean Cosmat a dominé le 4 barré français jusqu'à ce que la Deuxième guerre mondiale interrompe l'évolution de son palmarès.
Il s’est marié le 7 novembre 1931 à Anne-Marie Jarnier et eu avec elle 3 enfants, Jean Cosmat, Jeannine Cosmat et Jacqueline Cosmat.
En 2008, il est fait officier de l'Ordre national du Mérite. Il meurt peu avant ses 100 ans des suites d'une chute à son domicile nantais.
Il fut, avant son décès, le plus vieux médaillé olympique au monde.